# Faith Ikidi
Faith Ikidi (Port Harcourt, 28 febbraio 1987) è una calciatrice nigeriana, difensore del Piteå IF e della nazionale nigeriana.

## Palmarès

### Club
- Campionato svedese: 2

Linköping: 2009
Piteå: 2018
- Supercupen damer: 1

Linköping: 2010

### Nazionale
- Coppa delle Nazioni Africane femminile: 1

2016

### Individuale
- Difensore dell'anno del campionato svedese

2015